# Poszycie zakładkowe

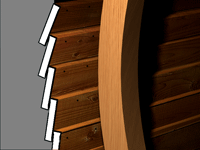
Poszycie zakładkowe

Poszycie zakładkowe (zw. też klinkierowym) – najstarszy rodzaj poszycia drewnianego kadłuba jednostki pływającej. Stosowane co najmniej od wczesnego średniowiecza (np. w statkach wikingów), mimo licznych zalet nie było nigdy tak szeroko stosowane jak poszycie stykowe (karawelowe).
Istotą poszycia zakładkowego jest "dachówkowe" nachodzenie na siebie klepek poszycia. Dzięki temu nie muszą być one do siebie dopasowane aż tak dokładnie jak klepki poszycia stykowego, za to ze względu na większą powierzchnię styku ("zakładki") jest on o wiele bardziej szczelny. Zachodzące na siebie klepki mogą być znitowane ze sobą, co znacznie podwyższa wytrzymałość poszycia i całego kadłuba (współpracujące ze sobą klepki tworzą rodzaj skorupy o dużej sztywności, rozkładającej obciążenia na cały kadłub).
Przylegające do siebie klepki mogą być wyfrezowane tak, aby tworzyły gładką powierzchnię przypominającą poszycie stykowe, co jednak było rzadko stosowane, jako podwyższające koszt budowy kadłuba (w założeniu tańszego i prostszego w budowie od stykowego, które wymagało większej dokładności). Ponieważ wystające krawędzie klepek znacznie zwiększały opory hydrodynamiczne kadłuba, poszycie zakładkowe było niechętnie stosowane w większych jachtach, za to dominowało w konstrukcjach małych jednostek użytkowych, jak szalupy, łodzie pilotowe, bączki etc. Obecnie spotykane wyłącznie w replikach starych jednostek lub w stylizowanych na klasyczne żaglówkach (z reguły sklejkowych).